# Coppa Davis 1989
La Coppa Davis 1989 è stata la 78ª edizione del massimo torneo riservato alle nazionali maschili di tennis. Vi hanno partecipato 79 nazioni. A partire da quest'anno i vincitori del Gruppo I di ogni zona affrontano i perdenti del 1º turno del Gruppo Mondiale per ricevere la promozione diretta. È stato introdotto il tie-break. Nella finale disputata dal 15 al 17 dicembre al Schleyer-Halle di Stoccarda in Germania, la Germania dell'Ovest ha battuto la Svezia.

## Gruppo Mondiale
| Squadre partecipanti | Squadre partecipanti | Squadre partecipanti | Squadre partecipanti |
| Australia            | Austria              | Cecoslovacchia       | Danimarca            |
| Francia              | Indonesia            | Israele              | Italia               |
| Messico              | Paraguay             | Unione Sovietica     | Spagna               |
| Svezia               | Stati Uniti          | Germania Ovest       | Jugoslavia           |
| -------------------- | -------------------- | -------------------- | -------------------- |

### Tabellone
|  | Primo turno 3-5 febbraio                          | Primo turno 3-5 febbraio | Primo turno 3-5 febbraio                  |                                |                | Quarti di finale 7-9 aprile | Quarti di finale 7-9 aprile                               | Quarti di finale 7-9 aprile |   |  | Semifinali 21-23 luglio | Semifinali 21-23 luglio                           | Semifinali 21-23 luglio |   |  | Finale 15-17 dicembre | Finale 15-17 dicembre | Finale 15-17 dicembre |
|  |                                                   |                          |                                           |                                |                |                             |                                                           |                             |   |  |                         |                                                   |                         |   |  |                       |                       |                       |
|  | Malmö, Svezia (Sintetico indoor)                  |                          |                                           |                                |                |                             |                                                           |                             |   |  |                         |                                                   |                         |   |  |                       |                       |                       |
|  |                                                   | Svezia                   | 4                                         |                                |                |                             |                                                           |                             |   |  |                         |                                                   |                         |   |  |                       |                       |                       |
|  |                                                   | Svezia                   | 4                                         | Vienna, Austria (Terra indoor) |                |                             |                                                           |                             |   |  |                         |                                                   |                         |   |  |                       |                       |                       |
|  |                                                   | Italia                   | 1                                         |                                |                |                             |                                                           |                             |   |  |                         |                                                   |                         |   |  |                       |                       |                       |
|  |                                                   | Italia                   | 1                                         |                                | Svezia         | 3                           |                                                           |                             |   |  |                         |                                                   |                         |   |  |                       |                       |                       |
|  | Vienna, Austria (Terra indoor)                    |                          |                                           |                                | Svezia         | 3                           |                                                           |                             |   |  |                         |                                                   |                         |   |  |                       |                       |                       |
|  |                                                   |                          | Austria                                   | 2                              |                |                             |                                                           |                             |   |  |                         |                                                   |                         |   |  |                       |                       |                       |
|  |                                                   | Australia                | Austria                                   | 2                              | 0              |                             |                                                           |                             |   |  |                         |                                                   |                         |   |  |                       |                       |                       |
|  |                                                   | Australia                |                                           |                                | 0              |                             | Båstad, Svezia (Terra)                                    |                             |   |  |                         |                                                   |                         |   |  |                       |                       |                       |
|  |                                                   | Austria                  | 5                                         |                                |                |                             |                                                           |                             |   |  |                         |                                                   |                         |   |  |                       |                       |                       |
|  |                                                   |                          |                                           |                                |                |                             |                                                           | Svezia                      | 4 |  |                         |                                                   |                         |   |  |                       |                       |                       |
|  | Belgrado, Jugoslavia (Terra indoor)               |                          |                                           |                                |                |                             |                                                           | Svezia                      | 4 |  |                         |                                                   |                         |   |  |                       |                       |                       |
|  |                                                   |                          | Jugoslavia                                | 1                              |                |                             |                                                           |                             |   |  |                         |                                                   |                         |   |  |                       |                       |                       |
|  |                                                   | Jugoslavia               | Jugoslavia                                | 1                              | 4              |                             |                                                           |                             |   |  |                         |                                                   |                         |   |  |                       |                       |                       |
|  |                                                   | Jugoslavia               | Spalato, Jugoslavia (Sintetico indoor)    |                                | 4              |                             |                                                           |                             |   |  |                         |                                                   |                         |   |  |                       |                       |                       |
|  |                                                   | Danimarca                | 1                                         |                                |                |                             |                                                           |                             |   |  |                         |                                                   |                         |   |  |                       |                       |                       |
|  |                                                   | Danimarca                | 1                                         |                                | Jugoslavia     | 4                           |                                                           |                             |   |  |                         |                                                   |                         |   |  |                       |                       |                       |
|  | Marbella, Spagna (Terra)                          |                          |                                           |                                | Jugoslavia     | 4                           |                                                           |                             |   |  |                         |                                                   |                         |   |  |                       |                       |                       |
|  |                                                   |                          | Spagna                                    | 1                              |                |                             |                                                           |                             |   |  |                         |                                                   |                         |   |  |                       |                       |                       |
|  |                                                   | Spagna                   | Spagna                                    | 1                              | 3              |                             |                                                           |                             |   |  |                         |                                                   |                         |   |  |                       |                       |                       |
|  |                                                   | Spagna                   |                                           |                                | 3              |                             |                                                           |                             |   |  |                         | Stoccarda, Germania dell'Ovest (Sintetico indoor) |                         |   |  |                       |                       |                       |
|  |                                                   | Messico                  | 2                                         |                                |                |                             |                                                           |                             |   |  |                         |                                                   |                         |   |  |                       |                       |                       |
|  |                                                   |                          |                                           |                                |                |                             |                                                           |                             |   |  |                         |                                                   | Svezia                  | 2 |  |                       |                       |                       |
|  | Fort Myers, Stati Uniti (Cemento)                 |                          |                                           |                                |                |                             |                                                           |                             |   |  |                         |                                                   | Svezia                  | 2 |  |                       |                       |                       |
|  |                                                   |                          | Germania Ovest                            | 3                              |                |                             |                                                           |                             |   |  |                         |                                                   |                         |   |  |                       |                       |                       |
|  |                                                   | Paraguay                 | Germania Ovest                            | 3                              | 0              |                             |                                                           |                             |   |  |                         |                                                   |                         |   |  |                       |                       |                       |
|  |                                                   | Paraguay                 | San Diego, Stati Uniti (Sintetico indoor) |                                | 0              |                             |                                                           |                             |   |  |                         |                                                   |                         |   |  |                       |                       |                       |
|  |                                                   | Stati Uniti              | 5                                         |                                |                |                             |                                                           |                             |   |  |                         |                                                   |                         |   |  |                       |                       |                       |
|  |                                                   | Stati Uniti              | 5                                         |                                | Stati Uniti    | 5                           |                                                           |                             |   |  |                         |                                                   |                         |   |  |                       |                       |                       |
|  | Tel Aviv, Israele (Sintetico indoor)              |                          |                                           |                                | Stati Uniti    | 5                           |                                                           |                             |   |  |                         |                                                   |                         |   |  |                       |                       |                       |
|  |                                                   |                          | Francia                                   | 0                              |                |                             |                                                           |                             |   |  |                         |                                                   |                         |   |  |                       |                       |                       |
|  |                                                   | Israele                  | Francia                                   | 0                              | 1              |                             |                                                           |                             |   |  |                         |                                                   |                         |   |  |                       |                       |                       |
|  |                                                   | Israele                  |                                           |                                | 1              |                             | Monaco di Baviera, Germania dell'Ovest (Sintetico indoor) |                             |   |  |                         |                                                   |                         |   |  |                       |                       |                       |
|  |                                                   | Francia                  | 4                                         |                                |                |                             |                                                           |                             |   |  |                         |                                                   |                         |   |  |                       |                       |                       |
|  |                                                   |                          |                                           |                                |                |                             |                                                           | Stati Uniti                 | 2 |  |                         |                                                   |                         |   |  |                       |                       |                       |
|  | Praga, Cecoslovacchia (Sintetico indoor)          |                          |                                           |                                |                |                             |                                                           | Stati Uniti                 | 2 |  |                         |                                                   |                         |   |  |                       |                       |                       |
|  |                                                   |                          | Germania Ovest                            | 3                              |                |                             |                                                           |                             |   |  |                         |                                                   |                         |   |  |                       |                       |                       |
|  |                                                   | Unione Sovietica         | Germania Ovest                            | 3                              | 1              |                             |                                                           |                             |   |  |                         |                                                   |                         |   |  |                       |                       |                       |
|  |                                                   | Unione Sovietica         | Praga, Cecoslovacchia (Sintetico indoor)  |                                | 1              |                             |                                                           |                             |   |  |                         |                                                   |                         |   |  |                       |                       |                       |
|  |                                                   | Cecoslovacchia           | 4                                         |                                |                |                             |                                                           |                             |   |  |                         |                                                   |                         |   |  |                       |                       |                       |
|  |                                                   | Cecoslovacchia           | 4                                         |                                | Cecoslovacchia | 2                           |                                                           |                             |   |  |                         |                                                   |                         |   |  |                       |                       |                       |
|  | Karlsruhe, Germania dell'Ovest (Sintetico indoor) |                          |                                           |                                | Cecoslovacchia | 2                           |                                                           |                             |   |  |                         |                                                   |                         |   |  |                       |                       |                       |
|  |                                                   |                          | Germania Ovest                            | 3                              |                |                             |                                                           |                             |   |  |                         |                                                   |                         |   |  |                       |                       |                       |
|  |                                                   | Indonesia                | Germania Ovest                            | 3                              | 0              |                             |                                                           |                             |   |  |                         |                                                   |                         |   |  |                       |                       |                       |
|  |                                                   | Indonesia                |                                           |                                | 0              |                             |                                                           |                             |   |  |                         |                                                   |                         |   |  |                       |                       |                       |
|  |                                                   | Germania Ovest           | 5                                         |                                |                |                             |                                                           |                             |   |  |                         |                                                   |                         |   |  |                       |                       |                       |

### Finale
| Germania Ovest 3 | Schleyer-Halle, Stoccarda, Germania dell'Ovest 15-17 dicembre 1989 sintetico (indoor) | Schleyer-Halle, Stoccarda, Germania dell'Ovest 15-17 dicembre 1989 sintetico (indoor) | Svezia 2 |      |      |      |     |  |
| \| \| \| \| 1 \| 2 \| 3 \| 4 \| 5 \| \| \| - \| \| -------------------------------------------------------- \| --- \| ---- \| ---- \| ---- \| --- \| \| \| 1 \| \| Carl-Uwe Steeb Mats Wilander \| 7 5 \| 60 7 \| 7 65 \| 2 6 \| 3 6 \| \| \| 2 \| \| Boris Becker Stefan Edberg \| 6 2 \| 6 2 \| 6 4 \| \| \| \| \| 3 \| \| Boris Becker / Eric Jelen Jan Gunnarsson / Anders Järryd \| 7 6 \| 6 4 \| 3 6 \| 65 7 \| 6 4 \| \| \| 4 \| \| Boris Becker Mats Wilander \| 6 2 \| 6 0 \| 6 2 \| \| \| \| \| 5 \| \| Carl-Uwe Steeb Stefan Edberg \| 2 6 \| 4 6 \| \| \| \| \| |                                                                                       |                                                                                       |          |      |      |      |     |  |
| |                                                                                       |                                                                                       | 1        | 2    | 3    | 4    | 5   |  |
| 1 | Germania Ovest (bandiera) · Svezia (bandiera)                                         | Carl-Uwe Steeb Mats Wilander                                                          | 7 5      | 60 7 | 7 65 | 2 6  | 3 6 |  |
| 2 | Germania Ovest (bandiera) · Svezia (bandiera)                                         | Boris Becker Stefan Edberg                                                            | 6 2      | 6 2  | 6 4  |      |     |  |
| 3 | Germania Ovest (bandiera) · Svezia (bandiera)                                         | Boris Becker / Eric Jelen Jan Gunnarsson / Anders Järryd                              | 7 6      | 6 4  | 3 6  | 65 7 | 6 4 |  |
| 4 | Germania Ovest (bandiera) · Svezia (bandiera)                                         | Boris Becker Mats Wilander                                                            | 6 2      | 6 0  | 6 2  |      |     |  |
| 5 | Germania Ovest (bandiera) · Svezia (bandiera)                                         | Carl-Uwe Steeb Stefan Edberg                                                          | 2 6      | 4 6  |      |      |     |  |

## Turno di qualificazione al Gruppo Mondiale
Date: 21-23 aprile
| Città                                      | Squadra ospitante | Punteggio | Squadra ospite   |
| ------------------------------------------ | ----------------- | --------- | ---------------- |
| Eastbourne, Inghilterra (erba)             | Regno Unito       | 2-3       | Argentina        |
| Lima, Perù (Terra)                         | Perù              | 2-3       | Australia        |
| Aarhus, Danimarca (Sintetico indoor)       | Danimarca         | 1-4       | Italia           |
| Auckland, Nuova Zelanda (Sintetico indoor) | Nuova Zelanda     | 4-1       | Ungheria         |
| Best, Paesi Bassi (Sintetico indoor)       | Paesi Bassi       | 5-0       | Indonesia        |
| Seul, Corea del Sud (Cemento)              | Corea del Sud     | 1-4       | Israele          |
| Città del Messico, Messico (Terra)         | Messico           | 4-1       | Unione Sovietica |
| Langenthal, Svizzera (Terra)               | Svizzera          | 5-0       | Paraguay         |

- Argentina, Paesi Bassi, Nuova Zelanda e Svizzera promosse al Gruppo Mondiale della Coppa Davis 1990.
- Australia, Israele, Italia e Messico rimangono nel Gruppo Mondiale della Coppa Davis 1990.
- Regno Unito (EA), Ungheria (EA), Perù (AMN) e Corea del Sud (AO) rimangono nel Gruppo I della Coppa Davis 1990.
- Danimarca (EA), Indonesia (AO), Paraguay (AMN) ed Unione Sovietica (EA) retrocesse nel Gruppo I della Coppa Davis 1990.

## Zona Americana

### Gruppo I
Squadre partecipanti
- Argentina — promossa al Turno di qualificazione al Gruppo Mondiale
- Brasile
- Canada
- Ecuador — retrocessa nel Gruppo II della Coppa Davis 1990
- Perù — promossa al Turno di qualificazione al Gruppo Mondiale
- Uruguay

### Gruppo II
Squadre partecipanti
- Bahamas
- Bolivia
- Cile — promossa al Gruppo I della Coppa Davis 1990
- Colombia
- Cuba
- Giamaica
- Rep. Dominicana
- Venezuela

## Zona Asia/Oceania

### Gruppo I
Squadre partecipanti
- Cina
- Corea del Sud — promossa al Turno di qualificazione al Gruppo Mondiale
- Filippine
- Giappone
- Hong Kong — retrocessa nel Gruppo II della Coppa Davis 1990
- India
- Nuova Zelanda — promossa al Turno di qualificazione al Gruppo Mondiale

### Gruppo II
Squadre partecipanti
- Bangladesh
- Giordania
- Iraq
- Kuwait
- Malaysia
- Pakistan — promossa al Gruppo I Play-off della Coppa Davis 1990
- Singapore
- Siria
- Sri Lanka
- Taipei cinese
- Thailandia

## Zona Euro-Africana

### Gruppo I
Squadre partecipanti
- Finlandia
- Irlanda
- Nigeria
- Paesi Bassi — promossa al Turno di qualificazione al Gruppo Mondiale
- Portogallo
- Regno Unito — promossa al Turno di qualificazione al Gruppo Mondiale
- Romania
- Senegal — retrocessa nel Gruppo II della Coppa Davis 1990
- Svizzera — promossa al Turno di qualificazione al Gruppo Mondiale
- Ungheria — promossa al Turno di qualificazione al Gruppo Mondiale

- Zimbabwe — retrocessa nel Gruppo II della Coppa Davis 1990

### Gruppo II

#### Zona africana
Squadre partecipanti
- Algeria
- Camerun
- Costa d'Avorio
- Egitto
- Ghana — promossa al Gruppo I della Coppa Davis 1990
- Kenya
- Libia
- Marocco
- Tunisia

#### Zona europea
Squadre partecipanti
- Belgio — promossa al Gruppo I della Coppa Davis 1990
- Bulgaria
- Cipro
- Grecia
- Lussemburgo
- Malta
- Monaco
- Norvegia
- Polonia
- Turchia